# Trebaruna
Dans la mythologie lusitanienne, Trebaruna est la déesse de la maison, des familles, des combats et de la mort. Son nom provient probablement de trebo : maison et de runa : secret, mystère.

Un autel à Proença-a-Velha et un autre à Lardosa sont dédiés à la déesse. 

Le groupe de métal portugais Moonspell à une chanson dédiée à Trebaruna.